# Mekar Jaya (Tambusai Utara)
Mekar Jaya is een bestuurslaag in het regentschap Rokan Hulu van de provincie Riau, Indonesië. Mekar Jaya telt 2035 inwoners (volkstelling 2010).